# Trực Thắng
Trực Thắng là xã thuộc huyện Trực Ninh, tỉnh Nam Định, Việt Nam.

## Địa giới hành chính
Xã Trực Thắng nằm ở phía nam của huyện Trực Ninh.
- Phía đông giáp xã Hải Đường, huyện Hải Hậu.
- Phía nam giáp xã Hải Phong, huyện Hải Hậu.
- Phía tây giáp xã Trực Thái, huyện Trực Ninh.
- Phía bắc giáp xã Trực Đại, huyện Trực Ninh.

## Lịch sử hành chính
Vùng đất Trực Thắng vào trước năm 1945 gồm các thôn Tuân Chử, Hùng Mỹ và Trung Hoà. Từ năm 1946 thuộc xã Minh Đức, huyện Trực Ninh. Đến năm 1952 xã Minh Đức đổi thành xã Trực Đại. Năm 1956, xã Trực Đại chia tách thành các xã Trực Đại (mới), Trực Tiến và Trực Thắng.
Tháng 3 năm 1968, xã Trực Thắng thuộc huyện Trực Ninh, tỉnh Nam Hà được sáp nhập vào huyện Hải Hậu, đồng thời huyện Trực Ninh và huyện Nam Trực sáp nhập thành huyện Nam Ninh.
Từ tháng 12 năm 1975, xã Trực Thắng thuộc huyện Nam Ninh, tỉnh Hà Nam Ninh.
Từ tháng 12 năm 1991, xã Trực Thắng thuộc huyện Nam Ninh, tỉnh Nam Hà.
Từ tháng 11 năm 1996, xã Trực Thắng thuộc huyện Nam Ninh, tỉnh Nam Định.
Tháng 2 năm 1997, xã Trực Thắng được chuyển về huyện Trực Ninh mới tái lập.